# Bosse de ris
Une bosse de ris est un cordage présent sur la chute d'une voile et permettant la prise de ris : une fois la voile semi-affalée, la bosse de ris sert à étarquer la bordure.
Il ne faut pas confondre les bosses avec les garcettes de ris, garcettes servant à enserrer l'excédent de toile.